# François Migeat
 (juin 2017).
 (juin 2017).
Si vous disposez d'ouvrages ou d'articles de référence ou si vous connaissez des sites web de qualité traitant du thème abordé ici, merci de compléter l'article en donnant les références utiles à sa vérifiabilité et en les liant à la section « Notes et références ».
François Migeat, né le 20 novembre 1940, à Charenton-le-Pont, est un romancier, scénariste, réalisateur de cinéma et opérateur de prises de vues français.

## Biographie
François Migeat est né d'un père saintongeais, Jean Migeat, entrepreneur, et de Suzanne Julien, artiste peintre. Très jeune, il est envoyé à la campagne dans le Toulousain, le Morvan puis l’île d'Oléron, qui devient son pays d’adoption. 
En 1958, après avoir obtenu son baccalauréat, il devient employé de la Compagnie des Chargeurs Réunis et navigue vers les pays du nord de l’Europe et sur les côtes d’Afrique, tout en suivant parallèlement les cours de l’École nationale de la Marine marchande. En janvier 1962, alors que la guerre d'Algérie est en cours, la Marine nationale le convoque pour ses obligations militaires. Revenu à terre, il exerce plusieurs petits métiers de subsistance, tout en s’initiant en autodidacte à la photo et au cinéma.
En 1963, son premier court métrage d’amateur le fait remarquer par le réalisateur Jacques Baratier, qui le pousse à continuer dans cette voie. Migeat réalise Karomama en 1965, son premier court-métrage professionnel, qui lui vaut des commentaires positifs par la critique de la revue Midi minuit fantastique. En 1966, Jean Obé lui demande d’écrire avec lui une pièce pour la jeunesse, Le Pikioulia, monté au Théâtre des Amandiers en 1967. Par la suite, Migeat écrit des spectacles de café-théâtre joués à La Vieille Grille, à L'Écluse, à L’Échelle de Jacob, à la Tertulia d’Oléron et au Festival d'Avignon.
En 1969, il intègre la Compagnie Serreau-Perinetti, pour assister Jean-Marie Serreau comme directeur de production et scénographe avec Jean-Michel Folon.
Après mai 68, il crée de courts métrages avec des collègues réalisateurs, également techniciens (Philippe de Poix, Jean-Louis Ughetto, Philippe Durand, Jean-Louis Berdot, Jean-Yves Rousseau…), le groupe Unité Zéro, collectif de production, de réalisation et d’intervention qui permettra de réaliser en deux ans une dizaine de courts métrages hors système[pas clair].
À partir de 1970, tout en continuant ses activités d’opérateur de prises de vues dans le cinéma commercial, il effectue pendant dix années une série de reportages, de témoignages, de films ethno-sociaux, militants, tiers-mondistes ou iconoclastes (Scopcolor, Ministères des Affaires étrangères et de la Coopération, Paris Match Films, Iforep, Les Productions de La Lanterne ou autofinancement, etc.).
En 1972, il part plusieurs mois en Côte d'Ivoire pour les Films de La Lagune et le réalisateur Désiré Écaré et tourne comme opérateur et directeur photo, un long métrage qui deviendra Visages de femmes et obtiendra le Prix de la critique internationale au Festival de Cannes 1985. Le Centre national du cinéma lui accorde sa carte professionnelle.
En 1977, Aimé Césaire le fait venir à Fort-de-France. Il s’ensuit, pour Migeat, la réalisation de plusieurs films comme conseiller technique, opérateur ou coréalisateur.
Toujours en Martinique, il tourne son premier long métrage de fiction, Le Sang du flamboyant. Le film ne rencontre pas un l’accueil escompté à Paris.
Le dessinateur de bande dessinée Claude Auclair a composé les premières planches d’un grand album. Il achève ce nouvel album deux ans après la sortie du film. L’ouvrage est publié en 1983.
Après 1983, Migeat s’éloigne de la caméra et ne réalise plus que deux courts films de reportages, avant de se tourner vers l’écriture de scénarios et de romans, notamment en collaboration avec Philippe Madral.
Il est chargé de cours cinéma à l’Université Paris VII de Jussieu, de 1983 à 1989.
À partir de 1984, il scénarise pour le cinéma et surtout pour la télévision. Sept ouvrages (romans, nouvelle ou récit) sont publiés entre 1996 et 2012, dont deux (Les Hirondelles d'hiver[réf. nécessaire] et Ça tourne vinaigre en Saintonge) sont adaptés à la télévision. 
En 2012, il s'installe en Saintonge et rédige une série de contes et de récits pour la jeunesse, ainsi que de nouveaux romans, tous ancrés dans l’histoire et la culture de la région. Sa fille Élodie, revenue elle aussi en Charente Maritime, collabore avec lui, comme illustratrice, pour sa série Historiques Jeunesse.

### Vie privée
François Migeat a épousé en 1966 la comédienne antillaise Émilie Benoît, qui a tenu, ainsi que son frère, le comédien Bertrand Migeat, un rôle dans tous ses films de fiction. Il a eu avec elle une fille, Élodie Migeat.
Sigrid von Fischern, journaliste germanophone, a été sa compagne pendant 27 ans.

## Romans, nouvelles et contes
- Bourlingages, Fleuve noir, 1996
- Les Hirondelles d'hiver (nouvelle adaptée pour la télévision), 1999[réf. nécessaire]
- Et ton nom sera Vercingétorix (en collaboration avec Philippe Madral), Robert Laffont, 2006
- L'Espion du pape (en collaboration avec Philippe Madral), Robert Laffont, 2009
- El incredible señor Juju (récit), Carrera ed. Saint Domingue, 2010
- Ça tourne vinaigre en Saintonge, Écritures, 2011
- L'Étoile du marin, La Découvrance, 2012
- Contes du ciel et de la mer, Tami, 2013
- Histoire de l'hirondelle de mer, de Brindille et de Rameau et comment naquirent les arcs-en-ciel, Tami, 2015
- Pierre Loti et son chat Vagabond, à la poursuite du fantôme d’Orient, Tami, 2016
- Pierrette et le Mammouth, à la recherche du temps d’avant, Tami, 2016

## Filmographie

### Réalisateur cinéma
- 1965 : Karomama, court métrage
- 1972 : Paul et Virginie, court métrage
- 1978 : La Tentation d'Antoine, moyen métrage
- 1978 : On a marché sur les eaux, moyen métrage
- 1978 : Hors des jours étrangers, long métrage documentaire co-réalisé avec Jean Paul Césaire
- 1981 : Le Sang du flamboyant, long métrage
- 1985 : L'Étoile de Chabrier, court métrage musical
- 1986 : Batouka 86, film documentaire musical co-réalisé avec Marc Huraux

### Scénariste
Cinéma
- 1965 : Karomama, court métrage
- 1970 : La Tentation d'Antoine, moyen métrage
- 1972 : Paul et Virginie, court métrage
- 1978 : On a marché sur les eaux, moyen métrage
- 1981 : Le Sang du flamboyant, long métrage
- 1990 : Jean Galmot, aventurier, long métrage
- 2002 : Khorma, (script doctor), long métrage
- 2006 : Le Petit Peintre du Rajastan, (script doctor), long métrage

Télévision
- 1985 : Châteauvallon (2 épisodes)
- 1992 : Le Pilote du Rio Verde
- 1993 : Martineau et le Portrait de femme
- 1995 : Une femme d'honneur. Concept et premier épisode de la série.
- 1998 : Miranda, la cuvée du tonnelier
- 2005 : Félix Leclerc (mini-série)

## Bande dessinée
- Le Sang du flamboyant, revue A Suivre 1984 et Casterman, 1985 et 7 éditeurs étrangers
- Marie Laventure, la Mort Rouge, Revue Pilote 1986, Dargaud, 1987 et Splitter verlag
- Le Vol des urubus, Les ombres du fleuve, Vent d’Ouest, 1991
- Le Vol des urubus, La fièvre de l’or, Vent d’Ouest, 1993
- Arthur Rimbaud. Voyage vers l’Ailleurs, Vent d’Ouest, 1994 et revue Heavy Metal